# دانيال مورتيمر فريدمان
دانيال مورتيمر فريدمان (بالإنجليزية: Daniel Mortimer Friedman)‏ هو قاضي أمريكي، ولد في 8 فبراير 1916 في نيويورك في الولايات المتحدة، وتوفي في 6 يوليو 2011 في واشنطن العاصمة في الولايات المتحدة.